# Открытый чемпионат США по теннису 2025
Подробнее о турнирах 2025 года в одиночном разряде среди мужчин и женщин
Открытый чемпионат США по теннису 2025 года — 145-й розыгрыш ежегодного профессионального теннисного турнира серии Большего шлема, проводящегося в американском Нью-Йорке на кортах местного Национального теннисного центра имени Билли Джин Кинг. Этот турнир является последним событием в календаре турниров Большого шлема, завершающим теннисный сезон.
В одиночных категориях участвуют по 128 спортсменов, в парных по 64 команды, в миксте 32.
В 2025 году матчи квалификации пройдут с 18 по 21 августа с участием 128 спортсменов вне топа рейтинга. Где по итогам четырёх раундов останется 16 лучших мужчин и женщин.
Матчи основных сеток пройдут с 24 августа по 7 сентября.
В этом году турнир по смешанному парному разряду пройдёт в новом формате по олимпийской системе до основной сетки за два дня с 19 по 20 августа: в первый день — первый круг и четвертьфиналы, во второй — полуфиналы и финал. И в этом турнире сыграет множество звёзд — лучшие одиночники, а победители получат $1 млн.

## Общая информация

### Рейтинговые очки
Ниже представлено распределение рейтинговых очков теннисистов на серии турниров Большого шлема.
| Разряд / стадия   | Титул | Финал | Полуфинал | Четвертьфинал | 1/8 финала | 1/16 финала | 1/32 финала | 1/64 финала | Победа в квалификации | Финал квалификации | Второй круг квалификации | Первый круг квалификации |
| Мужской одиночный | 2000  | 1300  | 800       | 400           | 200        | 100         | 50          | 10          | 30                    | 16                 | 8                        | 0                        |
| Мужской парный    | 2000  | 1200  | 720       | 360           | 180        | 90          | 0           | н/д         | н/д                   | н/д                | н/д                      | н/д                      |
| Женский одиночный | 2000  | 1300  | 780       | 430           | 240        | 130         | 70          | 10          | 40                    | 30                 | 20                       | 2                        |
| Женский парный    | 2000  | 1300  | 780       | 430           | 240        | 130         | 10          | н/д         | н/д                   | н/д                | н/д                      | н/д                      |

### Призовые деньги
| Разряд             | Титул      | Финал      | Полуфинал  | Четвертьфинал | 1/8 финала | 1/16 финала | 1/32 финала | 1/64 финала | Финал квалификации | Второй круг квалификации | Первый круг квалификации |
| Одиночный          | $3 600 000 | $1 800 000 | $1 000 000 | $530 000      | $325 000   | $215 000    | $140 000    | $100 000    | $52 000            | $38 000                  | $25 000                  |
| Парный *           | $750 000   | $375 000   | $190 000   | $110 000      | $63 000    | $40 000     | $25 000     | н/д         | н/д                | н/д                      | н/д                      |
| Смешанный парный * | $200 000   | $100 000   | $50 000    | $27 500       | $16 500    | $10 000     | н/д         | н/д         | н/д                | н/д                      | н/д                      |

* на двоих игроков